# Patrik Ćavar
Patrik Ćavar (ur. 24 marca 1971 w Metkoviciu) – chorwacki piłkarz ręczny, zdobywca złotego medalu Igrzysk Olimpijskich w Atlancie.